# Fazenda cinematográfica

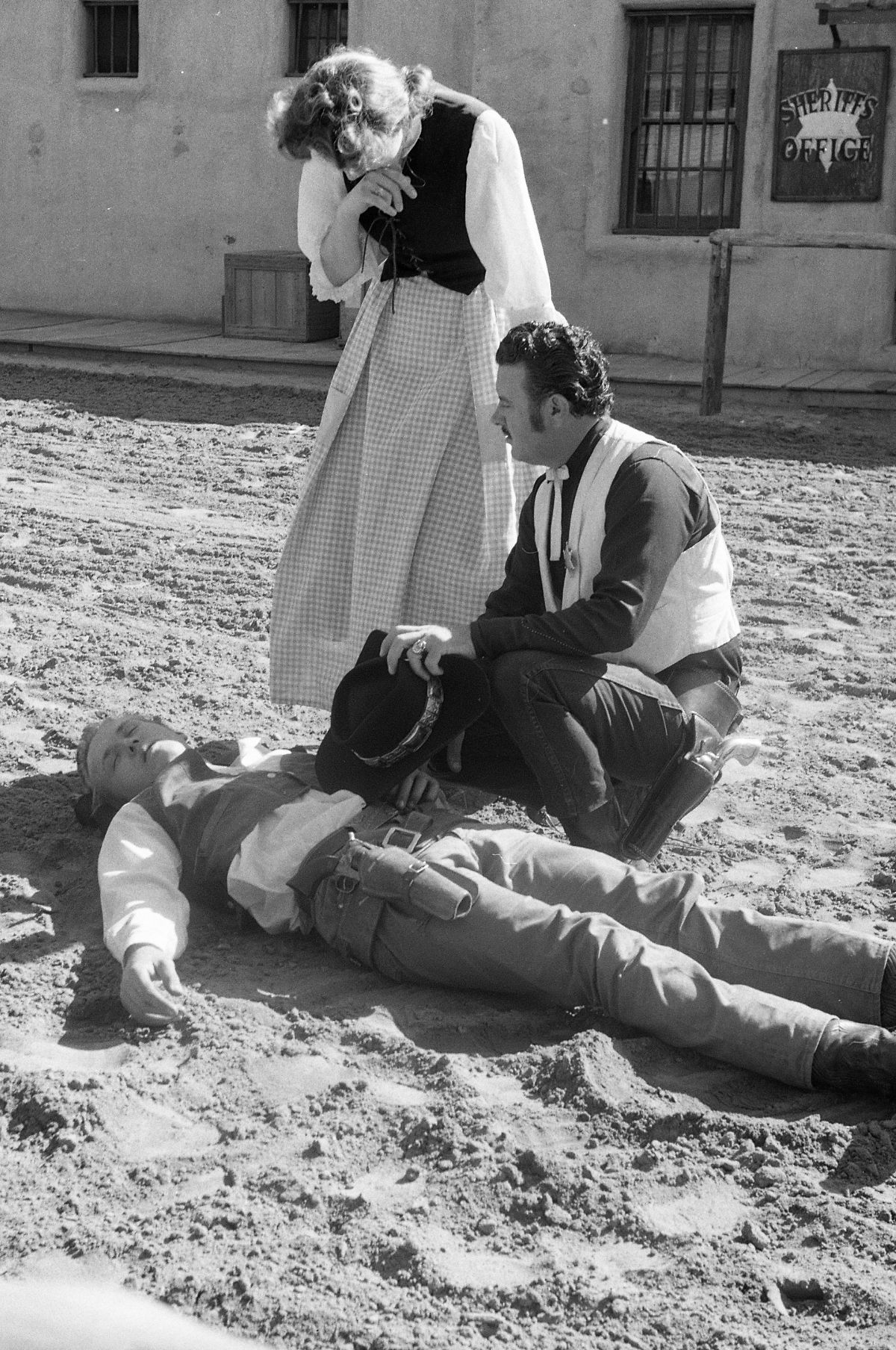
Atores em uma cena da morte em Corriganville Movie Ranch, Califórnia, 1963

Uma fazenda cinematográfica (movie ranch) é uma fazenda total ou parcialmente utilizada para a filmagem de cenas exteriores no processo de produção cinematográfica de filmes e produções televisivas. Originalmente, todas estavam a 30
-milha (48 km) da zona dos estúdios, frequentemente no sopé do Vale de San Fernando, Vale de Santa Clarita e Vale de Simi.
As fazendas cinematográficas foram usados pela primeira vez para filmagens no sul da Califórnia durante a década de 1920, com a crescente popularidade dos westerns. Os estúdios de Hollywood acharam difícil recriar a topografia do Velho Oeste em palcos de som e cenários de estúdio, então eles olharam para os vales rústicos, desfiladeiros e contrafortes do sul da Califórnia em busca de locais de filmagem. Outras produções em larga escala também precisavam de cenários grandes e não desenvolvidos para cenas ao ar livre, como filmes de guerra para suas cenas de batalha.

## História
Para alcançar um escopo maior, as produções realizariam filmagens em locais distantes da Califórnia, Arizona e Nevada, mas as despesas de viagem para a equipe de produção criaram uma disputa entre os trabalhadores e os estúdios. Os estúdios concordaram em pagar trabalhadores sindicalizados extra se trabalhassem fora da cidade. A definição de fora da cidade refere-se especificamente a uma distância superior a 30 milhas (48 km) do estúdio ou fora da zona do estúdio.
Para resolver esse problema, muitos estúdios de cinema investiram em grandes extensões de terras rurais não desenvolvidas, em muitos casos em fazendas existentes, localizadas mais perto de Hollywood. Na maioria dos casos, as fazendas estavam localizadas a apenas 30 milhas (48 km), especificamente nas Colinas de Simi, no oeste do Vale de São Fernando, nas Montanhas de Santa Monica e na área de Santa Clarita na região da Grande Los Angeles. A paisagem natural da Califórnia provou ser adequada para locais ocidentais e outros locais.
Como resultado do desenvolvimento suburbano da era do pós-guerra (Segunda Guerra Mundial), elevando os valores das propriedades, aumentando os impostos e a resultante expansão urbana de Los Angeles, a maioria dessas fazendas de filmes já foi vendida e subdividida. Alguns deles sobreviveram como parques regionais e ainda são usados para filmar. Os ranchos de filmes foram gradualmente mudando para outras regiões, como Novo México, Arizona e Texas.
Abaixo está uma lista parcial de alguns dos clássicos ranchos de filmes do sul da Califórnia da primeira metade do século XX, incluindo alguns outros e mais novos locais.

## Fazendas de filmes clássicos

### Rancho de Apacheland (Apacheland Studio)

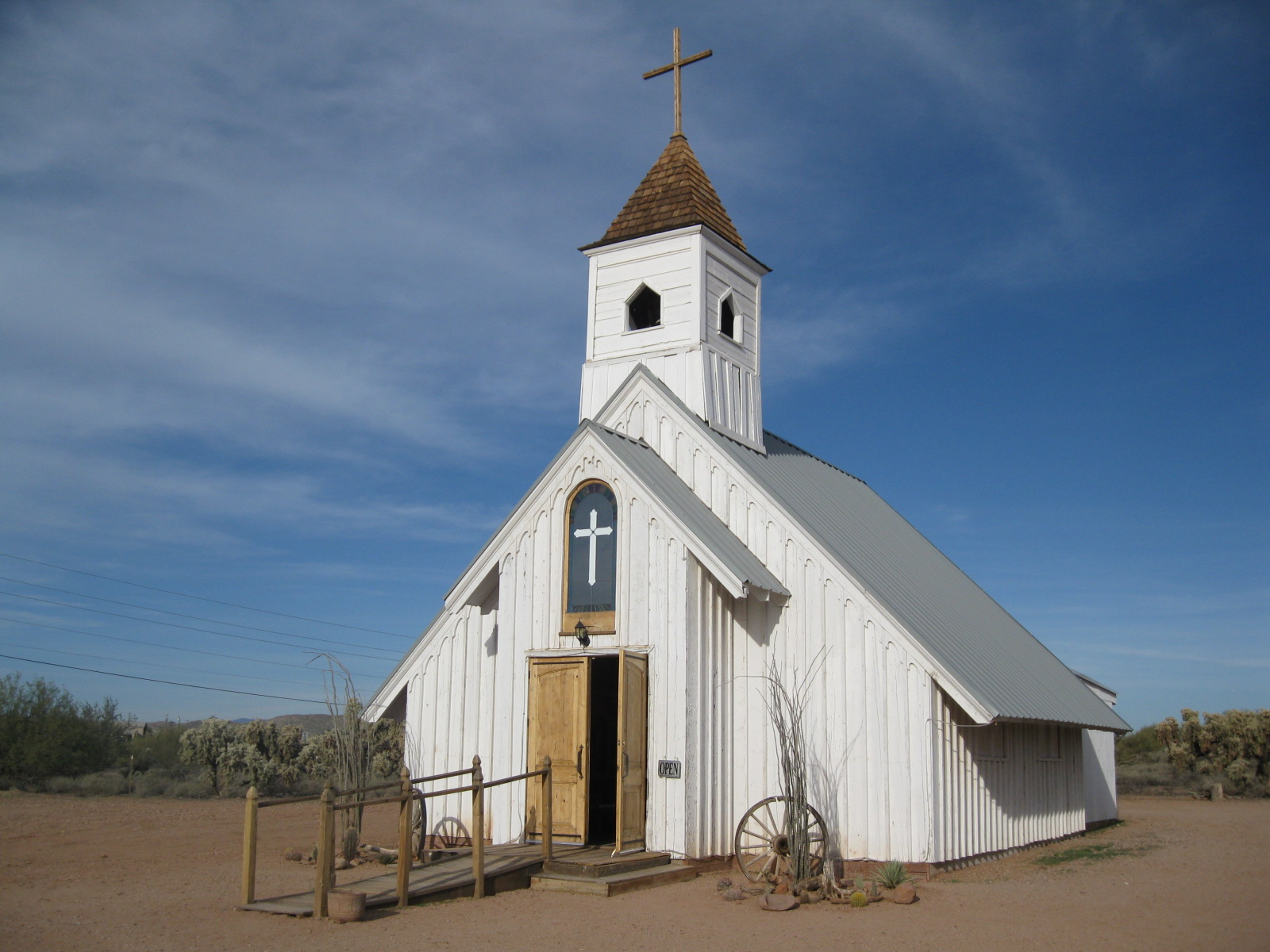
Um edifício na área da fazenda, 2010

Apacheland Studio - O final de 1957 e todo o ano de 1958 viram estúdios de cinema convidando fazendeiros na área da Superstition Mountain, como "Quarter Circle U", "Quarter Circle W" e "Barkley Cattle Ranch" para usar seus instalações como cidades improvisadas. Um filme que foi filmado durante esse período foi Gunfight no OK Corral (1957) com Kirk Douglas e Burt Lancaster. O filme é historicamente impreciso, mas mostra a área conhecida como Gold Canyon, com as superstições acima do rancho Clanton. Durante esse período, Victor Panek contatou seus vizinhos em Apache Junction, Sr. e Sra. JK Hutchens, para sugerir a idéia de construir um estúdio na área de Superstição. Hutchens e Panek começaram a procurar sites e logo encontraram exatamente o que estavam procurando, localizado nas montanhas da superstição, no centro do Arizona, e pretendiam ser o "Capitólio ocidental do mundo do cinema".
A construção da "cidade ocidental" do Apacheland Studio começou em 12 de fevereiro de 1959 pela Superstition Mountain Enterprises e colaboradores. Em junho de 1960, o Apacheland Studio estava disponível para uso pelas produtoras e seu primeiro filme de TV ocidental, Have Gun, Will Travel, foi filmado em novembro de 1960, juntamente com seu primeiro filme completo, The Purple Hills . Este marco do Arizona viu muitos atores ocidentais passear pelas ruas da Kings Ranch Road, em Gold Canyon, Arizona, desde a sua incorporação como Superstition Mountain Enterprises em 1959 como Apacheland Studio, até sua morte em 2004 como Apacheland Movie Ranch. Atores como Elvis Presley, Jason Robards, Stella Stevens, Ronald Reagan e Audie Murphy filmaram programas e filmes de televisão ocidentais, como Gambler II, Death Valley Days, Charro!, Have Gun – Will Travel e The Ballad of Cable Hogue. O último filme completo a ser filmado foi o filme de 1994 da HBO, Blind Justice, com Armand Assante, Elisabeth Shue e Jack Black.
Em 26 de maio de 1969, um incêndio destruiu a maior parte do rancho. Apenas sete edifícios sobreviveram. Os cenários logo foram reconstruídos, mas outro incêndio destruiu a maior parte de Apacheland em 14 de fevereiro de 2004, dois dias após seu 45º aniversário. Em 16 de outubro de 2004, a Apacheland fechou suas portas ao público permanentemente. As causas de ambos os incêndios não foram determinadas.
- «Apacheland Museum». Cópia arquivada em 16 de dezembro de 2014

### Rancho Big Sky
Big Sky Ranch é uma fazenda de filmes localizada em Simi Valley, Califórnia. Tem sido amplamente utilizado para as filmagens de produções de televisão e filmes ocidentais. Alguns dos episódios televisivos e produções anteriores filmados lá incluem: Rawhide, Gunsmoke, Bonanza, Casinha na Pradaria, Estrada para o Céu, Padre Murphy, Os Pássaros Espinhosos, Jericó e Carnivàle.
Um incêndio em 2003 destruiu a maioria dos sets de filmagem, incluindo uma réplica da fazenda de Little House on the Prairie e os sets usados na série de TV Gunsmoke e muitos filmes.
Em 2019, o site da fazenda indica que ainda está disponível como local de filmagem ", com colinas e excelentes vistas e ... com desfiladeiros isolados, vales ondulados e uma grande mesa. Os créditos nos últimos anos incluem "The Office", "Saving Mr. Banks", "Captain America", "Django Unchained", "Agents of SHIELD", "Hail Caesar", "The Revenant" e a série da HBO "WESTWORLD".

### Rancho de Corriganville

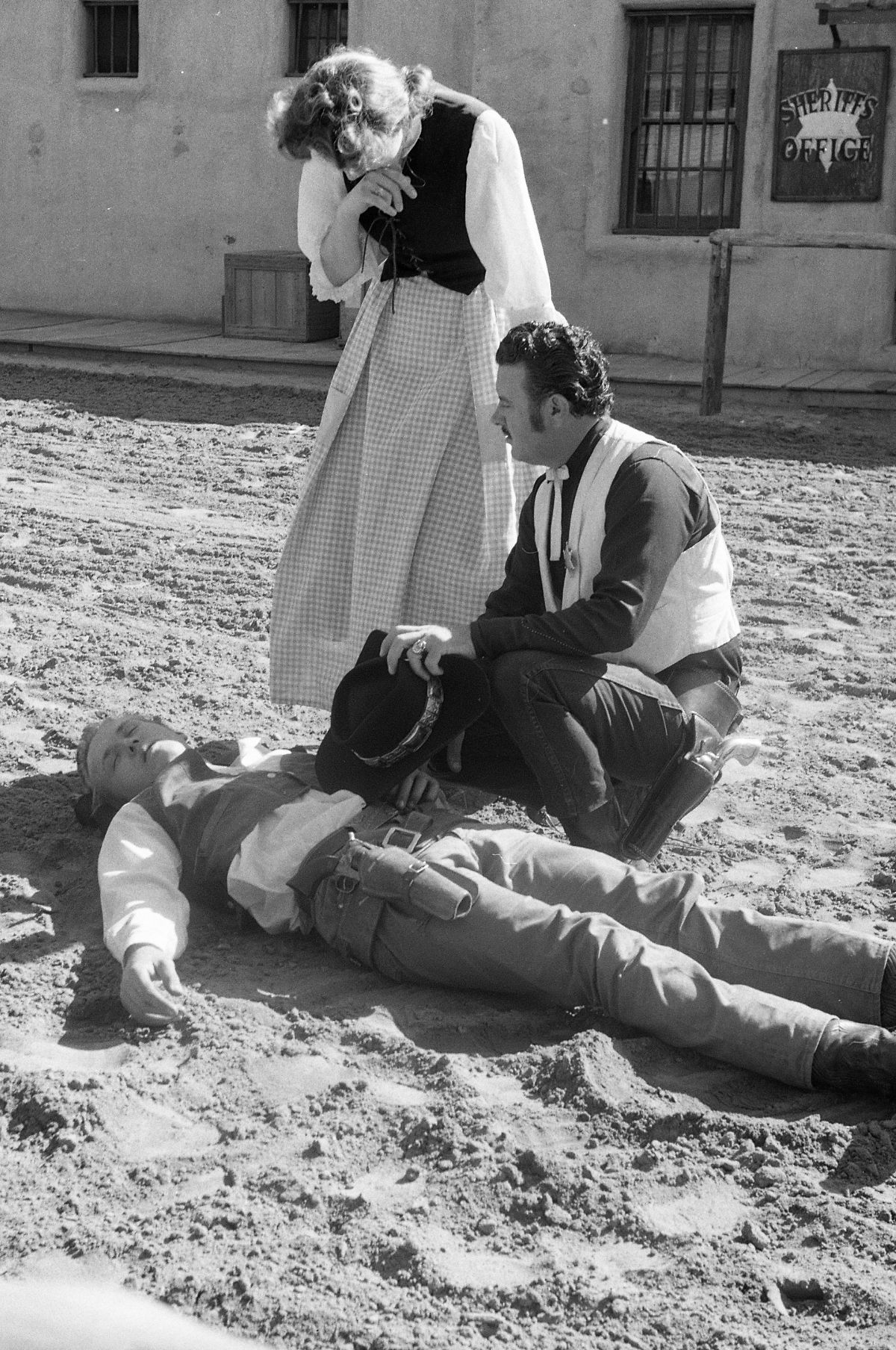
Atores em uma cena da morte em Corriganville Movie Ranch, Califórnia, 1963

Por volta de 1937, Ray "Crash" Corrigan investiu em imóveis no oeste de Santa Susana Pass, no Simi Valley da Califórnia e nas montanhas de Santa Susana, desenvolvendo seu 'Ray Corrigan Ranch' no 'Corriganville Movie Ranch'. A maioria das séries de filmes de Monogram Range Busters, que incluem Saddle Mountain Roundup (1941) e Bullets and Saddles (1943), foram filmadas aqui, além de recursos como Fort Apache (1948), The Inspector General (1949), Mysterious Island (1961) e centenas mais.
Corrigan abriu partes de seu vasto rancho de cinema ao público em 1949 nos fins de semana para explorar cenários temáticos como uma cidade rústica no oeste, vila mexicana, rancho ocidental, barracos fora da lei, fortaleza de cavalaria, vila da Córsega, chalé de caça inglês, escola rural, arena de rodeio, poço de minas, lago arborizado e formações rochosas interessantes. Este conceito de parque de diversões foi fechado em 1966.
Apesar do comércio turístico de fim de semana em Corriganville, a produção de filmes continuou. A série de TV de ação As aventuras de Rin Tin Tin usou o set de Fort Apache para muitas cenas de 1954 a 1959. As unidades de produção Roy Rogers, Lassie e Emergency! também filmaram cenas no rancho. Em 1966, Corriganville se tornou 'Hopetown' quando foi comprada por Bob Hope para o desenvolvimento imobiliário. Um incêndio destruiu os edifícios em 1970.
Apenas cerca de 200 acres dos 2.000 acres originais sobrevivem como um parque. Agora faz parte do sistema Simi Valley Park, aberto ao público como o Corriganville Regional Park. Embora o filme e os aparelhos de TV originais tenham desaparecido há muito tempo, muitas das fundações de concreto dos edifícios ainda existem. Parque Regional de Corriganville.
Partes do filme Era Uma Vez em Hollywood foram filmadas em Corriganville Park, como um substituto para o Spahn Movie Ranch.
- Ray 'Crash' Corrigan; bio & fotos em Corriganville.
- https://web.archive.org/web/20130103063951/http://www.rsrpd.org/park/corrignavilleparkandtrail/corrignavilleparkandtrail.html Corriganville Regional Park.]

### Rancho Iverson
Karl e Augusta Iverson possuíam 500 acres (200 ha) de fazenda familiar nas Colinas Simi, no Santa Susana Pass, acima de Chatsworth. Eles permitiram que um filme fosse filmado na propriedade já em 1912, com os filmes mudos Man's Genesis (1912), My Official Wife (1914) e The Squaw Man (1914) entre os filmes citados como os primeiros filmes filmados no cinema. local. Uma associação longa e frutífera logo se desenvolveu entre Hollywood e o Iverson Movie Ranch, que se tornou o local ao ar livre para os Westerns em particular e também apareceu em muitas aventuras, filmes de guerra, comédias, filmes de ficção científica e outras produções. para África, Oriente Médio, Pacífico Sul e vários locais exóticos.
Three Ages (1923), de Buster Keaton; The Wilderness (1938), de Herman Brix; The Flying Deuces (1939), de Laurel and Hardy; The Fighting Seabees (1944), de John Wayne; e The Robe (1953), Richard Burton, são um mero punhado das produções que foram filmadas no rancho. O terreno rochoso e as estradas estreitas e sinuosas apareciam frequentemente em séries da República da década de 1940 e foram destaque em perseguições e tiroteios durante a era de ouro da ação B-Westerns nas décadas de 1930 e 1940.
O foco de Hollywood começou a mudar para o meio da televisão no final da década de 1940, nos anos 50 e 60, e Iverson se tornou um dos pilares de inúmeras séries de televisão, incluindo The Lone Ranger, The Roy Rogers Show, The Gene Autry Show, The Cisco Kid, Buffalo Bill, Jr., Zorro e Tombstone Territory.
Um total estimado de 3.500 ou mais produções, divididas igualmente entre filmes e episódios de televisão, foram filmadas no rancho durante seus anos de pico. O western de TV de longa data The Virginian filmou em Iverson no período posterior do rancho, assim como Bonanza e Gunsmoke.
Na década de 1960, a propriedade do rancho foi dividida entre dois dos filhos de Karl e Augusta, com Joe Iverson, um caçador de safáris africano casado com Iva Iverson, dono da metade sul do rancho (Lower Iverson) e Aaron Iverson, um fazendeiro casado com Bessie Iverson, dono da metade norte (a Iverson superior). Em meados da década de 1960, o estado da Califórnia começou a construção na rodovia Simi Valley Freeway, que corria para leste e oeste, seguindo aproximadamente a linha divisória entre Upper Iverson e Lower Iverson, cortando pela metade o rancho do filme. Isso separava o rancho e também produzia ruído, tornando a propriedade menos útil para a produção de filmes. A popularidade cada vez menor do gênero ocidental e o declínio do filme B coincidiram com a chegada da rodovia, inaugurada em 1967, e uma maior pressão de desenvolvimento, sinalizando o fim de Iverson como uma fazenda de filmes de sucesso. Os últimos filmes que filmaram algumas cenas aqui incluem "Support Your Local Sheriff" (1968) e "Pony Express Rider" (1976).
Foi durante esse período que o vizinho Spahn Ranch foi ocupado como a base de Charles Manson, o líder do culto e criminoso, e seus seguidores conhecidos como A Família.
Em 1982, Joe Iverson vendeu o que restava do Lower Iverson a Robert G. Sherman, que quase imediatamente começou a subdividir a propriedade. O antigo Lower Iverson agora contém um parque de casas móveis, a Igreja não-denominacional em Rocky Peak e um grande condomínio. O Upper Iverson também não está mais aberto ao público, pois agora é um condomínio fechado composto por propriedades de alto padrão, além de condomínios adicionais e um prédio de apartamentos.
Parte do rancho foi preservada como parque em ambos os lados da Red Mesa Road, ao norte da Santa Susana Pass Road em Chatsworth. Esta seção inclui o famoso "Jardim dos Deuses", no lado oeste de Red Mesa, no qual muitas formações rochosas vistas em inúmeros filmes e programas de TV antigos são acessíveis ao público. Isso inclui a área no lado leste de Red Mesa, que inclui o popular Lone Ranger Rock, que apareceu ao lado de um Silver, o cavalo do Lone Ranger, na abertura de cada episódio do programa de TV The Lone Ranger . Esta área é de propriedade da Santa Monica Mountains Conservancy desde 1987.
A localização do rancho ficava no canto noroeste de Chatsworth, Califórnia, ao longo do lado oeste do Topanga Canyon Boulevard, onde atualmente cruza com a Simi Valley Freeway.
Links para a Fazenda de Filmes Paramount:
- Iverson Movie Ranch: História, fotos vintage.
- Iverson Movie Ranch: Filmografia.
- Iverson Movie Ranch Analisa praticamente todas as rochas vistas em um filme, incluindo fotos do site hoje.

### Rancho Jack Ingram
Anteriormente a propriedade de Charles Chaplin, a fazenda de 160 acres foi comprada por Jack Ingram em 1944 a James Newill e Dave O'Brien, que haviam comprado a fazenda de cabras para evitar o calado durante a Segunda Guerra Mundial. Quando foram declarados impróprios para o serviço militar, venderam o rancho para Ingram. Ingram comprou um trator e, com a ajuda de seus amigos, incluindo os atores Pierce Lyden e Kenne Duncan, construiu uma cidade ocidental de duas ruas no local. O rancho incluía uma casa em que Ingram morava, que ocasionalmente podia ser vista no fundo de algumas cenas filmadas no rancho. Em 1947, o rancho de Ingram se tornou o primeiro rancho de filmes aberto ao público
Em 1956, ele vendeu o rancho para a Four Star Television Productions. Seu status atual é desconhecido.

### Rancho Lasky - Rancho do Vale de San Fernando Providencia

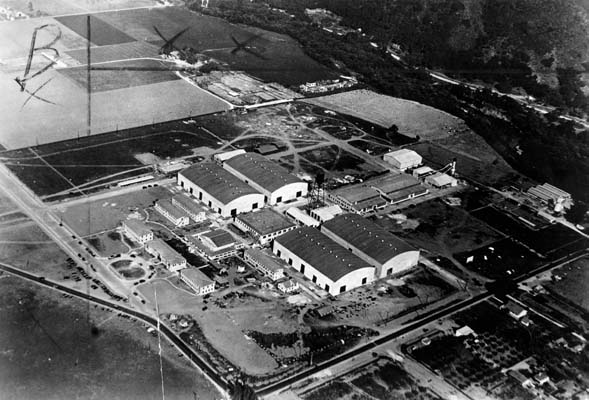
Primeiros estúdios nacionais com o Rancho Lasky à distância.

O Primeiro Rancho Lasky no Vale de San Fernando estava localizado no Rancho Providencia - em 1912, a Universal comprou a propriedade e o nomeou "Oak Crest Ranch- Este antigo rancho universal foi construído para a produção da Western 101 da Western Brand -
"O Rancho Providencia foi alugado pela Universal Studios em 1912 antes da mudança para a Universal City. Depois que a Universal Studios se mudou, eles novamente começaram a arrendar a propriedade. Em 4 de agosto de 1918, Jesse L. Lasky Feature Play Company começou a arrendar a propriedade. Consistia em 500 acres, com 1.500 acres adicionais de terras governamentais adjacentes que eles tinham permissão para usar. O rancho também era conhecido como Providencia Flats e o Lasky Ranch. Na mesma época em que o contrato expirou, a Paramount Famous Lasky adquiriu o local do Paramount Ranch na área de Agoura e mudou todos os conjuntos de ranchos para o novo local. O contrato foi devolvido aos interesses de Hollingsworth. Em 1929, a Warner Bros comprou uma parte do rancho da WI Hollingsworth Realty Company. Em 1950, o Forest Lawn Cemetery possuía a propriedade. Foi localizado do outro lado do rio Los Angeles, desde os primeiros estúdios da National/Warner Bros na área que agora é o cemitério de Forest Lawn."
Hunkins Stables e Gopher Flats estão perto do rancho Old Universal/Lasky, no vale de San Fernando.
"Lasky toma o antigo rancho Universal" Capa quarta-feira, 12 de agosto de 1918 (Wids Daily), mais tarde chamada de filme diariamente - Biblioteca Digital de História da Mídia

### Rancho Lasky - Rancho de Ahmanson 'Lasky Mesa'
Esta área é conhecida pelo histórico de locações de muitos filmes importantes, incluindo The Thundering Herd (Famous Players-Lasky Co. 1925), Gone with the Wind (Selznick 1939) e eles morreram com suas botas "Santa Fe Trail" (Warner Bros. 1940) e muitos outros.

Do The Moving Picture World, 10 de outubro de 1914 (a página 622 refere-se ao rancho Lasky e a página 1078 ao novo rancho Lasky): 
"A empresa Lasky adquiriu um rancho de 4.000 hectares no grande vale de San Fernando, no qual construíram uma grande casa espanhola de dois andares que será usada na The Rose of the Ranch", que acaba de ser inaugurada. O novo terreno deve ser usado para grandes cenas e onde é necessária uma grande localização. Uma fazenda deve ser mantida na fazenda. Está planejado usar 500 pessoas na história. Haverá 150 pessoas transportadas pelo sul da Califórnia para as cenas da missão. O estúdio será usado para a maior cena já montada, sendo utilizado todo o estado e espaço." 
Em 1963, o Home Savings and Loan da família Ahmanson comprou a propriedade e o terreno adjacente. A Home Savings and Loan era a empresa controladora da Ahmanson Land Company e, portanto, o rancho ficou conhecido como Ahmanson Ranch. O Washington Mutual Bank (WAMU) assumiu a propriedade da Home Savings e prosseguiu com os planos de desenvolvimento do rancho.
A defesa pública da pressão do espaço aberto não desenvolvida foi muito forte, e o desenvolvimento foi interrompido ainda mais por novos testes de águas subterrâneas mostrando a contaminação migratória do aqüífero com substâncias tóxicas do reator nuclear experimental Rocketdyne Santa Susana Field Laboratory (SSFL) e da unidade de teste de motores de foguetes. A Santa Monica Mountains Conservancy e o estado da Califórnia compraram o terreno para um parque regional público. O Lasky Movie Ranch agora faz parte da enorme Reserva de Espaço Aberto Upper Las Virgenes Canyon, com várias trilhas para o local de Lasky Mesa.
A propriedade foi vendida para uma instituição de conservação em 2003, mas algumas filmagens foram feitas depois, incluindo algumas cenas para o filme Missão: Impossível III de 2006. Mais recentemente, tem sido uma área de caminhadas.
Ligações externas da Lasky Mesa:
- Lasky Mesa nos filmes
- Filmografia abrangente de Lasky Mesa
- Lasky Mesa

### Rancho do Monograma/Rancho da Melodia

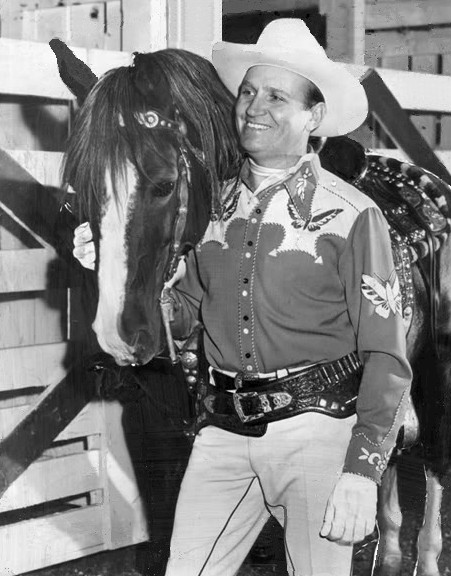
Gene Autry 1950

Originalmente conhecido como 'Rancho Placeritos', o rancho de 110 acre(s)s (45 ha) era comumente chamado de 'Monogram Ranch', e renomeado 'Melody Ranch' quando Gene Autry mais tarde comprou a propriedade em 1953. Está localizado no baixo desfiladeiro de Placerita, perto de Newhall, Califórnia, ao norte de San Fernando Pass . Russell Hickson era o proprietário original de 1936 até sua morte em 1952 e reconstruiu todos os conjuntos originais do rancho. Um ano depois, em 1937, a Monogram Pictures assinou um contrato de longo prazo com Hickson para 'Placeritos Ranch', com termos que o rancho recebeu o nome de 'Monogram Ranch'. Um incêndio destruiu a maioria dos conjuntos ocidentais no rancho em 1962, e Autry vendeu 98 acre(s)s (40 ha), a maior parte do Melody Ranch. Os 22 acre(s)s (8,9 ha) restantes 22 acre(s)s (8,9 ha)   foi comprada pelos Veluzats em 1990 para o novo rancho de filmes da Melody Ranch Studios.
O rancho de filmes de Placerita segue a tradição de filmagens de filmes mudos que foram realizadas em Placerita Canyon, que datam de 1926. Os westerns de filmes mudos de Tom Mix foram filmados no canyon naquela época. Em 1931, a Monogram Pictures fez um contrato de arrendamento de cinco anos em um terreno no centro de Placerita Canyon. A localização da cidade ocidental que foi construída ali ficava a leste do que agora é a junção da Rota 14 Antelope Valley Freeway e da Placerita Canyon Road, no que hoje faz parte do Golden Oak Ranch da Disney (veja abaixo), perto do Parque Estadual do Placerita Canyon. Em 1935, como resultado de uma fusão Monogram-Republic, o 'Placerita Canyon Ranch' passou a ser propriedade da recém-criada Republic Pictures. Em 1936, quando o contrato expirou, toda a cidade ocidental foi realocada algumas milhas ao norte no 'Placeritos Ranch' de Russell Hickson, no baixo Placerita Canyon, perto do cruzamento de Oak Creek Road e Placerita Canyon Road, alugada pela Monogram Pictures, outra vez independente. e renomeado 'Monogram Ranch' em 1937.
Gene Autry, ator, cantor ocidental e produtor, comprou a 'Monogram Ranch', de 110 acre(s)s (45 ha), dos herdeiros de Hickson em 1953, renomeando-a após seu programa de rádio da CBS (1940-1956) no domingo à tarde e filmar Melody Ranch (1940). Uma fogueira varreu o 'Monogram Ranch' em agosto de 1962, destruindo a maioria dos cenários ocidentais originais. No entanto, a paisagem devastada se mostrou útil para produções como Combat! . Felizmente, uma grande fazenda espanhola e uma vila de adobe sobreviveram na seção nordeste do rancho.
Em 1990, depois que seu cavalo 'Champion', que viveu na aposentadoria, morreu, Autry colocou os 12 acre(s)s (4,9 ha) restantes do   rancho à venda. Foi comprado por Renaud e Andre Veluzat para recriar um rancho de filme ativo para filmagens no local . Os Veluzats têm um complexo de 22 acre(s)s (8,9 ha) de palcos sonoros, cenários ocidentais, adereços e backlots, agora conhecidos como 'Melody Ranch Motion Picture Studio' e 'Melody Ranch Studios'.
O rancho tem um museu aberto o ano todo; e um fim de semana por ano, o rancho inteiro é aberto ao público durante o Cowboy Poetry & Music Festival, realizado no final de abril.
O Melody Ranch Studio de 22 acres foi usado para filmar algumas cenas do Django Unchained de Quentin Tarantino em 2012. Os proprietários em 2019 foram Renaud e Andre Veluzat.
Links para Melody Ranch:
- Melody Ranch: cenários históricos e fotos de filmagem
- IMDB: Melody Ranch; Cinema e TV.
- Site de história "Melodia do filme no desfiladeiro de Placerita" Melody Ranch
- site contemporâneo 'Melody Ranch Motion Picture Studio'
- www.melodyranchstudio. Museu do Estúdio Melody Ranch

### Rancho Paramount

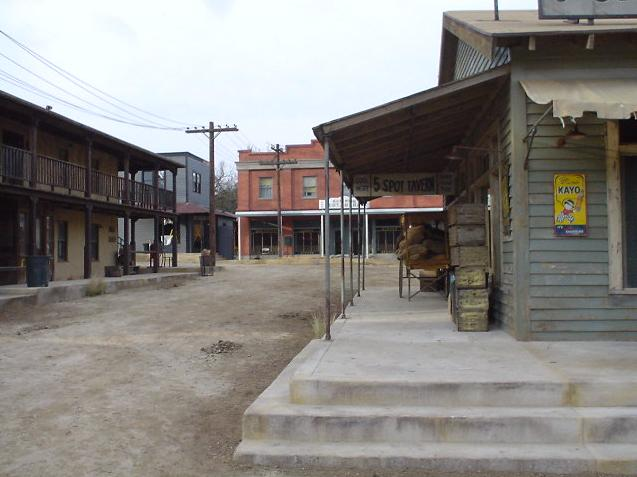
Cenários no Rancho Paramount, fevereiro de 2003

Em 1927, a Paramount Studios comprou uma fazenda de 2 700 acre(s)s (11 km2) em Medea Creek, nas montanhas de Santa Monica, perto das colinas de Agoura, entre Malibu e o vale do Conejo. O estúdio construiu vários cenários de grande escala no rancho, incluindo uma enorme réplica do início de São Francisco, uma cidade do Velho Oeste e uma vila mineira galesa (construída pela 20th Century Fox para (1941) How Green Was My Valley, e mais tarde reparada (com a mina de carvão removida) como uma vila francesa para uso em (1943) The Song of Bernadette, e novamente usada para (1949) The Inspector General). Os conjuntos de cidades ocidentais representavam Tombstone, Arizona, e Dodge City, Kansas, bem como o Missouri de Tom Sawyer, China do século XIII, e muitos outros locais e épocas em todo o mundo.
Agora é o Paramount Ranch Park, na área de recreação nacional das montanhas de Santa Monica. O Serviço Nacional de Parques assumiu uma seção do lote em 1980 e restaurou os cenários, trabalhando com fotografias antigas em preto e branco. O site do NPS lista as produções de filmes e TV filmadas lá.
A Cidade Ocidental foi construída em 1954, quando a Paramount comprou (premiados com o Oscar) conjuntos anteriormente usados no RKO Pictures Encino Movie Ranch, e foi o local de alguns dos mais populares Western Western da época, incluindo The Cisco Kid e Gunsmoke. Este conjunto restante de edifícios continuou a ser usado nas filmagens, principalmente para as séries de televisão Dr. Quinn, Medicine Woman e HBO, Carnivàle, e mais recentemente Westworld.
O Paramount Ranch foi usado recentemente como local de filmagem para The Mentalist, Weeds, The X-Files, Hulu's Quickdraw, bem como a terceira temporada de Escape the Night, um programa do YouTube Premium de Joey Graceffa.
As estruturas do Paramount Ranch sofreram destruição quase total durante o incêndio de Woolsey em novembro de 2018. Uma campanha chamada The Paramount Project foi lançada em 16 de novembro para ajudar nos esforços de reconstrução para reconstruir Paramount Ranch.
O Rancho Paramount também foi a casa do Renaissance Pleasure Faire original do sul da Califórnia, de 1966 a 1989, a casa do Topanga Banjo • Fiddle Contest, realizado em maio de maio e o epônimo Paramount Ranch, uma feira de arte alternativa fundada de 2014-2016.
O rancho sofreu danos extensos durante um incêndio em novembro de 2018. Naquela época, ele era gerenciado pelo Serviço Nacional de Parques, mas algumas filmagens haviam sido feitas aqui para as temporadas 1 e 2 do Westworld. Partes do filme de 2015 Bone Tomahawk foram filmadas no local.

### Rancho de Red Hills
O Rancho de Red Hills é um rancho de cinema em Sonora, Califórnia, que serviu de locação para Bonanza, The Adventures of Brisco County, Jr., Little House on the Prairie e outras produções. Os cenários externos construídos para Back to the Future Part III (1990) e usados em Bad Girls (1994) foram destruídos por um incêndio violento em 1996. Não é mais uma área para filmagens.
LINKS:
- Rancho de Red Hills no banco de dados de filmes da Internet
- Rancho Red Hills em Bonanza : Cenário da Ponderosa

### Rancho Republic Pictures - Walt Disney - Rancho Golden Oak
O antigo rancho da Republic Pictures Movie, ao lado de Soledad Canyon, tornou-se o Walt Disney Golden Oak Ranch em 1959. O rancho está localizado no centro de Placerita Canyon, perto de Newhall, Califórnia, no sopé do norte das montanhas de San Gabriel. Foi nomeado para a descoberta de ouro por Francisco Lopez nas raízes de cebola selvagem sob o "Carvalho do Sonho Dourado", no atual Parque Estadual do Placerita Canyon . O Rancho ainda estava sendo usado para filmagens ocasionais, quando Walt Disney se interessou pela propriedade. Em 1959, motivada pela preocupação de que os ranchos de outros estúdios de cinema estavam gradualmente sendo subdivididos, a Disney comprou os 315
-acre(s) (1,3 km2)     fazenda. Durante os próximos cinco anos, o Walt Disney Studios também comprou terras adicionais que ampliaram a propriedade para 691 acre(s)s (2,8 km2).
A Walt Disney Company trabalhou em estreita colaboração com o Estado da Califórnia quando uma parte da fronteira oeste do rancho foi comprada para a Antelope Valley Freeway . Essa construção foi cuidadosamente planejada para não interferir nas configurações do filme. Em 2009, a Disney anunciou a expansão do complexo de estúdios, com o início dos estudos de planejamento mestre e impacto ambiental. O site expandido seria chamado Disney | Estúdios da ABC no rancho.
As produções da Disney que fizeram filmagens no Golden Oak Ranch nas últimas décadas incluem Old Yeller, Toby Tyler, The Parent Trap, The Shaggy Dog, Follow Me Boys e, mais recentemente, The Santa Clause, Pearl Harbor, Pearl Harbor, Princess Diaries II e Pirates of o Caribe II e III.

### Rancho Spahn
O Spahn Movie Ranch é uma propriedade de 55 acres (0 22 km²) localizada no Santa Susana Pass, em Simi Hills, acima de Chatsworth, Califórnia. O Spahn Movie Ranch, que já foi de propriedade do ator de cinema mudo William S. Hart, foi usado para filmar muitos westerns, principalmente das décadas de 1940 a 1960, incluindo Duel in the Sun, e episódios de Bonanza e The Lone Ranger da televisão. Um conjunto de cidade ocidental estava localizado no rancho.
O fazendeiro George Spahn comprou os 55 acres em 1953, dos ex-proprietários Lee e Ruth McReynolds. Spahn adicionou mais conjuntos e alugou cavalos, tornando-o um local popular para passeios a cavalo entre os habitantes locais. Esse local continuou sendo o local de vários filmes em série B e de TV até o final da década de 1960. Como o gênero westerns se tornou menos popular, no entanto, o rancho ficou quase deserto. O Spahn Ranch foi o lar da infame Família Manson em 1968.
Spahn permitiu que o grupo Manson morasse lá sem aluguel em troca de tarefas domésticas e favores sexuais das mulheres do grupo, de acordo com a TIME. O rancho foi a base para o assassinato de Sharon Tate e outros seis por um período de dois dias em agosto de 1969. O rancho e alguns moradores são retratados no filme Era uma vez em Hollywood, de Quentin Tarantino. As cenas do filme foram realmente filmadas no Corriganville Park, em Simi Valley.
Um incêndio nas montanhas de 1970 destruiu o cenário do filme e as estruturas residenciais. O site que era o Spahn Movie Ranch agora faz parte do Parque Histórico Estadual Santa Susana Pass. Spahn morreu em 1974.

### Rancho 20th Century Fox
Localizado nas Montanhas de Santa Monica, o 20th Century Fox Movie Ranch (também conhecido como: Century Movie Ranch & Fox Movie Ranch) foi comprado pela primeira vez em 1946 pela 20th Century Fox Studios. Um dos primeiros cenários foi uma fazenda da Nova Inglaterra construída para Mr. Blandings Builds His Dream House (1948). De 1956-1957, as produções da 20th Century Fox filmaram sua primeira série de televisão lá: My Friend Flicka, para a televisão da CBS.
O Rancho da Fox foi usado para a maioria dos exteriores da série da CBS-TV Perry Mason (1957-1966).
O Century Movie Ranch foi o principal local de filmagem com cenários ao ar livre para o filme MASH original de 1970 e subsequente M*A*S*H (série de TV). Foi usado como local em dezenas de filmes, incluindo vários filmes de Tarzan, Robin Hood: Men in Tights, o filme original do Planeta dos Macacos e séries de televisão subsequentes.
A propriedade Fox Movie Ranch foi comprada e preservada no novo parque estadual, Malibu Creek State Park, aberto ao público em 1976. Algumas produções continuaram sendo filmadas lá.

## Outras localizações originais

### Bell Moving Picture Ranch
O Bell Moving Picture Ranch, mais tarde renomeado para Bell Location Ranch, fica fora do Santa Susana Pass, em Simi Hills, acima do Spahn Movie Ranch e do Parque Histórico Estadual Santa Susana Pass.
Entre os muitos filmes para filmar em Bell Ranch estavam Gunsight Ridge (1957), estrelado por Joel McCrea; Escort West (1959), estrelado por Victor Mature ; Hombre (1967), estrelado por Paul Newman ; Gun Fever (1958), estrelado por Mark Stevens ; e Love Me Tender (1956), o primeiro filme de Elvis Presley.
A sequência climática do filme de Elvis, Love Me Tender, um western que também estrelou Richard Egan e Debra Paget, foi filmada em uma encosta acidentada no Bell Ranch conhecida como "Rocky Hill", com sua localização exata permanecendo um mistério por quase 60 anos. até que foi descoberto em uma expedição por historiadores de cinema no início de 2015. O filme de Victor Mature, Escort West (1959), foi filmado no mesmo local, e as cenas dos dois filmes foram combinadas para ajudar a encontrar o site.
Muitos dos westerns da televisão usavam o rancho, incluindo Gunsmoke, Zorro, The Monroes, How the Won West Won, Dundee and the Culhane, The Big Valley and Have Gun - Will Travel. Até McCloud usou a rua ocidental e a área circundante para um episódio com Dennis Weaver. Um episódio da série original de Star Trek, "A Private Little War" (1968), foi parcialmente gravado no Box Canyon de Bell Ranch, usando-o para substituir um mundo alienígena.
Em 1990, todos os cenários foram removidos, mas algumas filmagens continuaram.

### Rancho Columbia - Rancho Warner Bros.
A Columbia Pictures comprou o lote original de 40
-acre(s) (160 000 m2) em 1934 como espaço adicional para a sua localização estúdio Sunset Gower, quando Columbia estava em necessidade de mais espaço e um verdadeiro backlot/fazenda cinematográfica. Ao longo dos anos, vários cenários temáticos foram construídos em todo o rancho do filme.
Anteriormente conhecido como o Columbia Ranch e agora o "Warner Brothers Ranch", essa fazenda de filmes de 32
-acre(s) (130 000 m2) em Burbank, Califórnia, serviu como local de filmagem para séries de televisão obscuras e conhecidas, como Father Knows Best, Hazel, The Flying Nun, Dennis the Menace, The Hathaways, The Iron Horse, I Dream de Jeannie (que também usava o exterior da casa do Father Knows Best), Bewitched, The Monkees, Apple's Way e The Partridge Family (que também filmavam nos palcos do rancho).
Uma pequena lista dos muitos filmes clássicos que filmaram cenas na fazenda de filmes incluiria; Horizonte Perdido, Blondie, Melody in Spring, Você Nunca Foi Mais Adorável, Kansas City Confidencial, Meio-dia, Selvagem, Folhas de Outono, 3:10 para Yuma, The Last Hurrah, Cat Ballou, e o What's the Matter with Helen?.
Acredita-se, embora não seja o caso, que Leave It to Beaver foi filmado aqui ('Beaver' realmente foi filmado (primeira temporada) no CBS Studio Center - née Radford Studios e mais tarde na Universal Studios). The Waltons foi filmado originalmente no lote principal da Warner Bros., onde a reconhecível fachada da casa estava localizada até queimar no final de 1991. Uma recreação da casa de Walton foi construída na Warner Bros. Lote de rancho, utilizando o conjunto de montanhas da floresta originalmente utilizado pela Apple's Way, e mais tarde usado ocasionalmente pelos programas de TV de Fantasy Island. A fachada permanece e foi usada em inúmeras produções como NCIS, The Middle e Pushing Daisies.
Em 15 de abril de 2019, foi anunciado que a Warner Bros venderá a propriedade ao Worthe Real Estate Group e ao Stockbridge Real Estate Fund como parte de um grande acordo imobiliário a ser concluído em 2023, que fará com que o estúdio seja dono do The Burbank Estúdios a tempo de marcar seu 100º aniversário.

### Pioneertown

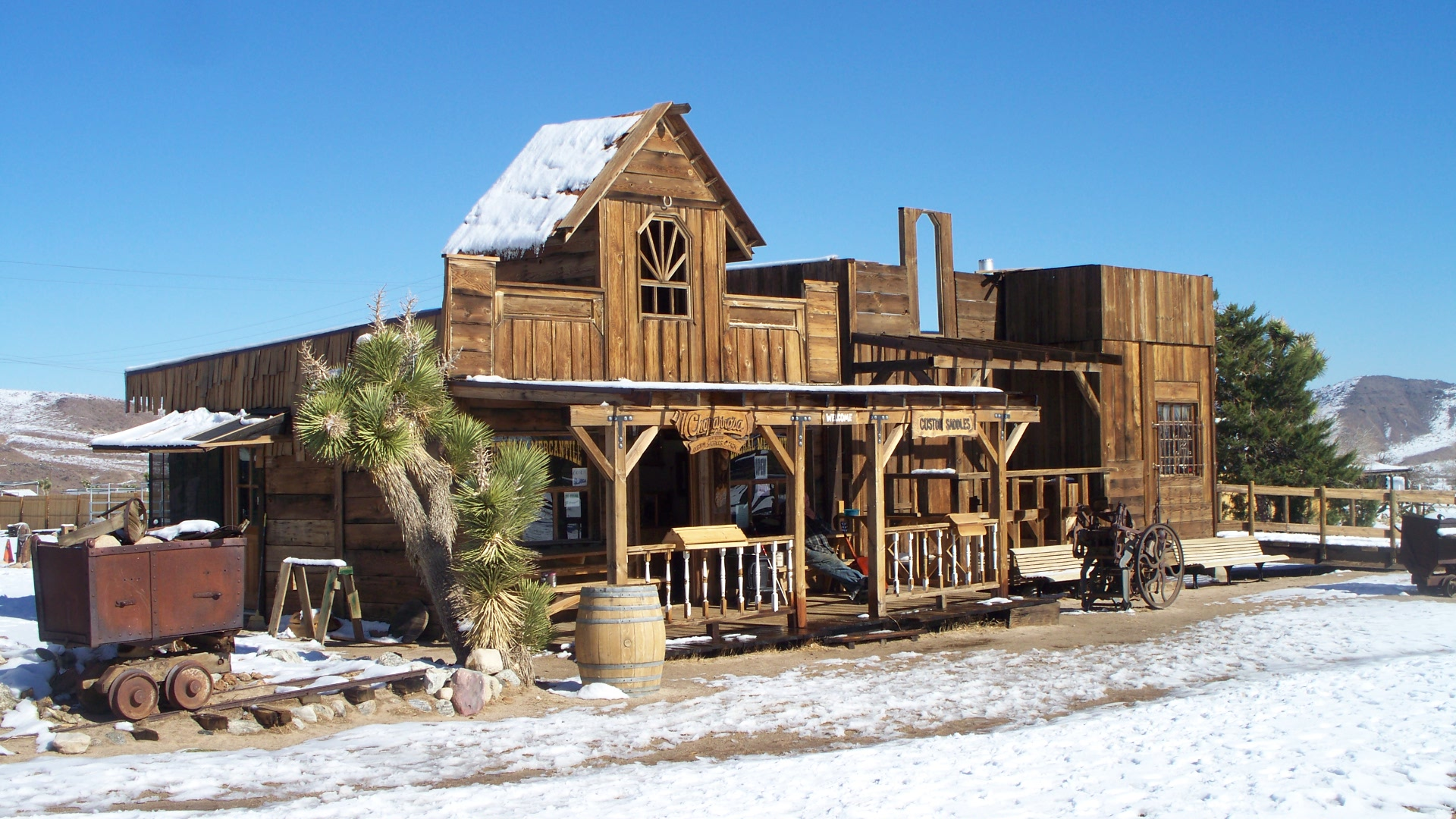
Selaria Pioneertown, 2009

Pioneertown, Califórnia, na região da bacia de Morongo, no deserto de Mojave, no sul da Califórnia, no Condado de San Bernardino, Califórnia . A cidade começou como um filme ao vivo do Velho Oeste, ambientado em uma fazenda de filmes, construída na década de 1940. O set de filmagem foi projetado para também fornecer um local para os atores viverem, enquanto usavam suas casas como parte do set de filmagem. Vários filmes de faroeste e programas de televisão iniciais foram filmados em Pioneertown, incluindo The Cisco Kid e o Judge Roy Bean de Edgar Buchanan. Roy Rogers, Dick Curtis e Russell Hayden estavam entre os desenvolvedores e investidores originais, e Gene Autry frequentemente gravava seu show no boliche de seis pistas do Pioneer Bowl.
Os conjuntos foram mantidos como uma atração turística que permaneceu aberta em abril de 2019.

### RKO Encino Ranch
O Rancho RKO Pictures Encino consistia em 89 acre(s)s (360 000 m2), localizados nos arredores da cidade de Encino, Califórnia, no vale de San Fernando, próximo ao rio Los Angeles e a oeste da área de recreação da bacia do Sepulveda, na Burbank Boulevard. A RKO Radio Pictures comprou esta propriedade como um local para filmar seu filme épico Cimarron (1931), (vencedor de quatro Oscar de Melhor Filme, Melhor Roteiro, Melhor Direção de Arte e Melhor Maquiagem). O diretor de arte Max Ree ganhou seu Oscar por design criativo dos primeiros cenários temáticos construídos na fazenda de filmes, que consistia em uma cidade ocidental completa e uma rua principal moderna de três quarteirões construída como a cidade (fictícia) de Osage, em Oklahoma.
Além do cenário de Cimarron, a RKO continuou a criar uma vasta gama de cenários para seu rancho em constante expansão, que incluía uma avenida de Nova York, rua brownstone, casas geminadas inglesas, distrito de favelas, pequena praça da cidade, bairro residencial, três trens em funcionamento depósitos, mansão, fazenda da Nova Inglaterra, rancho ocidental, uma gigantesca cidade medieval de Paris, mercado europeu, vila russa, campo de mineração Yukon, tanque oceânico com fundo de céu, casbah moura, posto avançado mexicano, forte do deserto do Saara, diorama da cordilheira e um mapa dos Estados Unidos do tamanho de um campo de futebol no qual Fred Astaire e Ginger Rogers dançaram em The Story of Vernon e Irene Castle (1939). Também estavam disponíveis docas de cena, carpintaria, armazenamento de objetos, estufa e três estúdios totalmente equipados, com uma média de 11.000 pés quadrados cada.
Uma pequena lista de filmes clássicos que contêm cenas gravadas no RKO Pictures Encino Ranch incluem: What Price Hollywood? (1932), King Kong (1933), Of Human Bondage (1934), Becky Sharp (1935), Walking on Air (1936), Stage Door (1937), Corcunda de Notre Dame (1939), Kitty Foyle (1940) Citizen Kane (1941), Cat People (1942), Murder, My Sweet (1944), Dick Tracy film noir series (1945-1947), It's a Wonderful Life (1946) (Bedford Falls), They Live by Night (1948), e muitos mais.
Em 1953, Dragnet foi o último projeto a filmar no rancho para uma transmissão da NBC de 1954 de um episódio intitulado "O Grande Produtor" no qual o terreno desmoronado representava o papel de um fictício "Westside Studio". Os cenários em pé exibidos nesse programa Dragnet específico eram uma entrada de portão de segurança do rancho com uma igreja de fundo e fachadas de casas ('George Bailey' destruiu seu carro lá durante uma tempestade de neve em It's a Wonderful Life 1946), um salão de coquetéis na Modern Street, cordilheira do deserto de estuque usada em Stagecoach (1939), tanque oceânico e fundo do céu usado em Sinbad the Sailor (1942), Notre Dame de Paris Carre construída para O Corcunda de Notre Dame (1939) e (os primeiros conjuntos já construídos em a fazenda), a cidade ocidental vencedora do Oscar de Cimarron (1931).
A propriedade da fazenda foi vendida em 1954 para o conjunto habitacional Encino Park. Depois que todos esses conjuntos temáticos únicos foram demolidos em 1954, a subdivisão 'Encino Village' foi construída na propriedade com projetos de casas modernas pelo arquiteto Martin Stern, Jr..

### Will Rogers State Historic Park

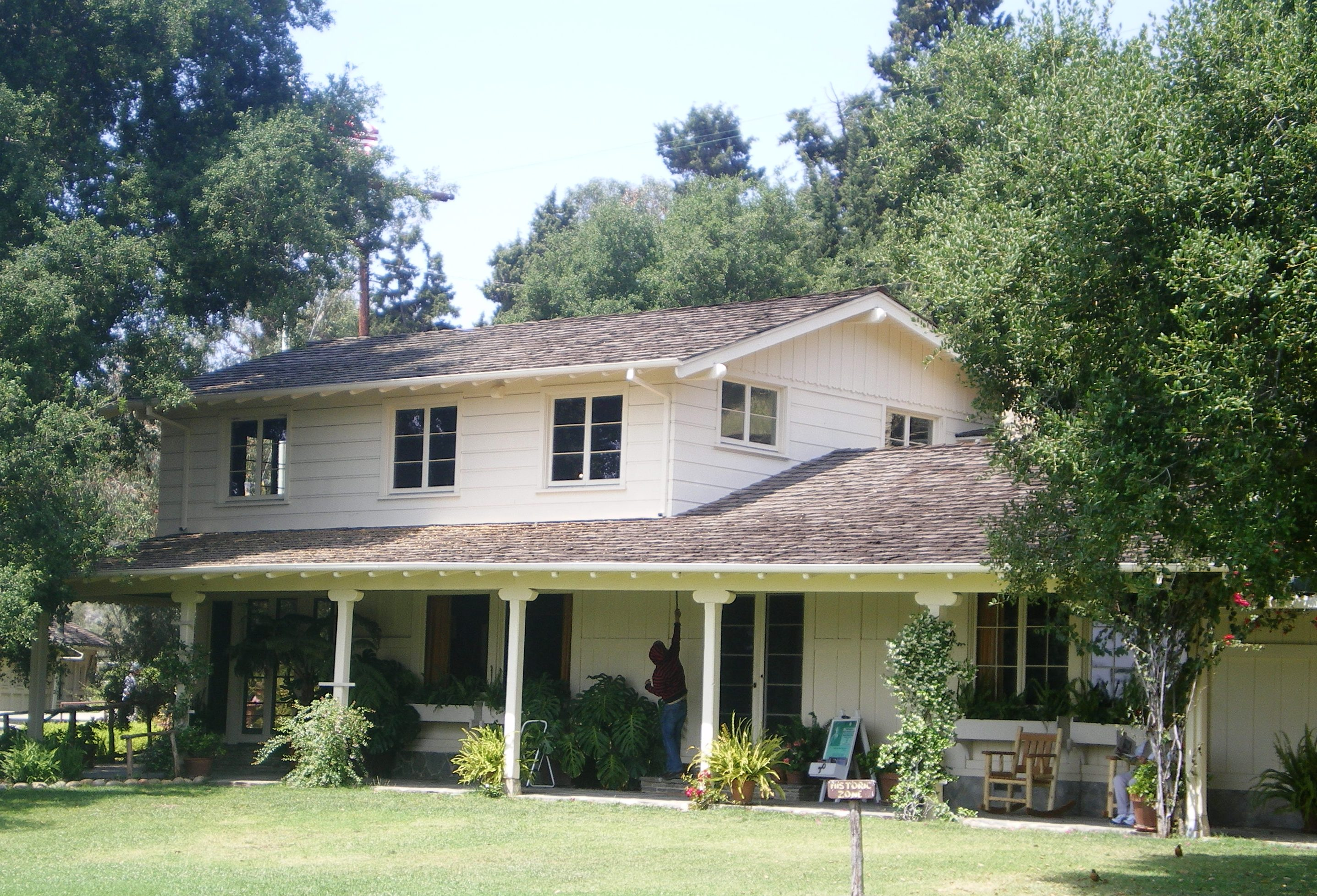
Casa de Will Rogers, Pacific Palisades

A antiga propriedade do humorista americano Will Rogers: com sua residência histórica, fazenda equestre e campo de polo de regulamentação; agora estão dentro do Parque Histórico Estadual Will Rogers, ao lado do Rustic Canyon, em Pacific Palisades. Embora não se dedique à gravação de locações em sua época ou agora, a propriedade tem sido usada para filmagens de filmes, TV e anúncios impressos desde sua morte.
Localizada nas montanhas de Santa Monica, no oeste de Los Angeles, a propriedade foi entregue ao estado em 1944 e é aberta ao público. Restauração extensa estava em andamento em 2010.
Algumas filmagens foram feitas no parque nos últimos anos, como cenas de Mailbu Road, lançadas em 2019, mas foram encerradas indefinidamente para filmagens por causa de incêndios na área em novembro de 2018.
- www.parks.ca.gov Will Rogers State Historical Park

## Fazendas de filmes mais recentes

### Fazendas em Santa Clarita
De acordo com o LA Times, havia cerca de 10 fazendas de filmes naquele vale na época, incluindo Melody Ranch, Blue Cloud Movie Ranch, o Golden Oak Ranch de propriedade da Disney desde 2013 e o Rancho Deluxe.
As produções que fizeram algumas filmagens no estúdio Rancho Deluxe incluem "SWAT", "Timeless", "LA to Vegas", "MasterChef" e as temporadas 1 e 2 de "Westworld" da HBO. Um incêndio de 2016 destruiu árvores e arbustos, mas não as estruturas.
Sable Ranch é uma propriedade de 400 acres em Santa Clarita, com lagos, uma cidade ocidental, uma fazenda, celeiro, campos e um trem. O amplo campo possibilitou a construção de grandes cenários e foi utilizado por inúmeras séries de filmes e televisão, incluindo o A-Team e nos anos subsequentes 24 e Wipeout. O rancho foi destruído no incêndio da Sand Fire em 24 de julho de 2016.
No entanto, em 2019, a Sauble Ranch estava pelo menos parcialmente de volta aos negócios, servindo como local de filmagem para a competição de mini-golfe inspirada em Wipeout, Holey Moley. Em maio de 2019, os incêndios causaram danos adicionais a alguns dos sets de filmagem.

### J.W. Eaves Movie Ranch
Localizado em Santa Fe, Novo México, o J.W. Eaves Movie Ranch foi aberto no início dos anos 1960, com sua primeira produção sendo a série de televisão Empire da CBS em 1962. Mais de 250 outras produções foram filmadas aqui ao longo dos anos, incluindo The Cheyenne Social Club, Chisum, Easy Rider e Young Guns II. Em 1998, um tornado aterrissou a 1,6 km da equipe de filmagem de Wishbone's Dog Days of the West, enquanto filmavam as cenas ocidentais. Ele se dissipou enquanto se dirigia para o set.[carece de fontes?]
O Eaves Ranch é aberto ao público e foi o lar do festival de música com raízes Thirsty Ear. Outros festivais também foram realizados aqui, mas algumas filmagens continuam. Por exemplo, algumas cenas do filme de antologia de Cohen Brothers em 2018, The Ballad of Buster Scruggs, foram filmadas aqui.

### Skywalker Ranch

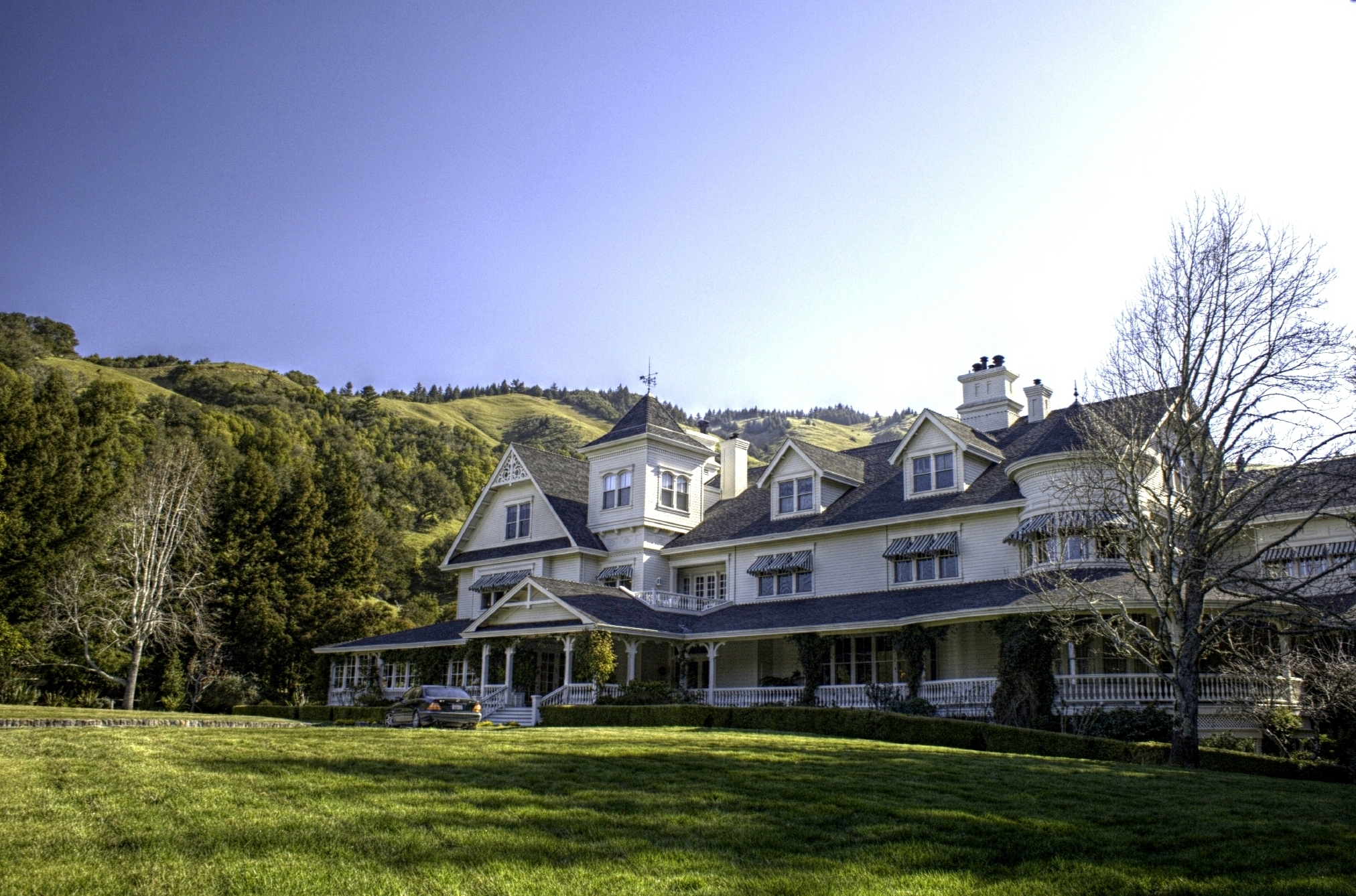
Casa Principal do Rancho Skywalker, 2009

O Skywalker Ranch não é uma fazenda de filmes no sentido convencional, mas sim a localização das instalações de produção do produtor de cinema e televisão George Lucas no Condado de Marin, Califórnia. Com base em terras isoladas, mas abertas, perto de Nicasio, no norte da Califórnia, a propriedade abrange mais de 4700 acres (19 km²), dos quais quase 15 acres (61 000 m²) permanecem subdesenvolvidos.
Em 2019, o site do Skywalker Ranch afirmou que "ocupava o edifício técnico de 153.000 pés quadrados, que possui um palco de pontuação de classe mundial, seis palcos de mixagem de recursos, 15 suítes de design de som, 50 suítes de edição, um palco de ADR, dois Palcos de Foley e o Stag Theatre, com 300 lugares. A propriedade também inclui a icônica casa principal e o belo lago Ewok".

### Southfork Ranch

Casa principal em Southfork Ranch

Southfork Ranch é um rancho em Parker, Texas, um subúrbio ao norte de Dallas, usado para algumas filmagens. Foi o pano de fundo da novela de horário nobre dos anos 80, Dallas, e sua continuação em 2010.
A partir de 2019, era uma atração turística.

### Circle M City
Circle M City, em Sanford, Carolina do Norte, é o cenário do filme cristão Cowboy Trail. Fazendo backup em 50 acres (200.000 m²) de terra, esta cidade possui uma igreja com capacidade para 50 pessoas, mercantil, banco, salão, libré, prisão, roupas e cavalos.
Em 2019, foi palco de vários eventos e casamentos.